# Мильерина
Мильери́на (итал. Miglierina) — коммуна в Италии, располагается в регионе Калабрия, в провинции Катандзаро.
Население составляет 893 человека (2008 г.), плотность населения составляет 69 чел./км². Занимает площадь 13 км². Почтовый индекс — 88040. Телефонный код — 0961.
Покровителем коммуны почитается святая Лукия Сиракузская, празднование 13 декабря.

## Демография
Динамика населения:

## Администрация коммуны
- Официальный сайт: http://www.comune.miglierina.cz.it